# George de Lacy Evans
Sir George de Lacy Evans (anglès: De Lacy Evans)  (comtat de Limerick, 7 d'octubre de 1787 - Londres, 9 de gener de 1870) va ser un general de l'exèrcit britànic, comandant de la Legió Auxiliar Britànica, i que va servir en quatre guerres en què les tropes del Regne Unit van participar en el segle xix. Posteriorment va ser un membre del Parlament.